# Hacienda de la hormiga

Javier Vázquez, ingeniero G. Gorozpe, arquitecto. Plano de la Hacienda de la HormigaMéxico, 30 de noviembre de 1911

La Hacienda de la Hormiga fue un rancho ubicado dentro del área que más tarde sería la Residencia Presidencial de Los Pinos (México) y constaba aproximadamente de 145,000 m². Perteneció a la Familia Martínez del Río, que tuvo conflictos con el Estado desde la época del Maximato, ya que en varias ocasiones el gobierno expropió el inmueble e implementó modificaciones sin el consentimiento de sus propietarios en turno, sacando el mejor provecho del terreno y de las cosechas.

## Plano de la Hacienda de la Hormiga
El nombre de "la hormiga" tiene posiblemente su origen en que era la casa más pequeña de la familia, o de que podría existir una gran cantidad de hormigas rojas, lo que acabó por darle el nombre de El arenal de la hormiga. 
Esta propiedad contaba, entre varios de sus espacios, con caballerizas, cocheras, rancherías, estanques, arboledas, jardines y un abastecimiento de agua. También se encontraba rodeado por el entonces Bosque del Chapulín, la Colonia San Miguel Chapultepec, la Fundación Nacional y la Calzada Mayor.
Años después, el mandatario Lázaro Cárdenas del Río le prometió a su esposa Amalia Solórzano que bautizaría con el mismo nombre de la "Hacienda de los Pinos" a la residencia que irían a compartir.

## Cronología de propietarios

### Familia Martínez del Río
Fue el médico José Pablo Martínez del Río el primer dueño, quien la compró en 25,000 pesos el 15 de enero de 1853. Más tarde dejó la obstetricia para sumarse a los mexicanos que viajaron de Trieste al Castillo de Miramar, a ofrecer la corona a Maximiliano de Habsburgo.
El 10 de diciembre de 1862, con base en el decreto realizado en el periodo de la presidencia de Benito Juárez, la propiedad fue ocupada por el gobierno y se tiró la barda que cercaba el rancho del lado oriente, por lo que la familia Martínez del Río para defender su propiedad, escribió la siguiente carta:

"Tengo el honor de manifestarle a V. Excelencia que soy dueño de una propiedad contigua al Molino llamado del Rey, cerca de Chapultepec y que consiste principalmente en un plantío de árboles. Mediante el decreto de el gobierno del señor Juárez se mandó destruir una gran parte de la pared que resguardaba esta propiedad, con el objetivo de hacer ahí una fortificación quedando por consiguiente abierto y expuesto a todo el robo y la destrucción que naturalmente ocasiona el paso toda clase de gente. A la entrada a esta capital del ejército franco-mexicano ocurrí para que se me permitiese desbaratar la fortificación y reponer la pared, pero una comisión nombrada por el señor mariscal Forey para que diese su opinión sobre el particular, decidió que no convenía quitar aquella fortificación por ahora, quedando mi propiedad expuesta a los mismo prejuicios. Con tal motivo y para evitar por lo menos la destrucción que causaban los animales ajenos que se metían, hice poner unas trancas compuestas de vigas gruesas pero según verá Vuestra Excelencia por la nota que acompañó del cuidador que tengo ahí, algunos soldados de los que están en Tacubaya o Chapultepec han quitado las referidas trancas amenazando a mi encargado por haberlo querido impedir. Tengo pues que suplicar V.E. dicte las medidas que crea oportunas para que se repongan esas trancas que han sido tomadas y se evite este abuso para lo futuro.

En 1864, Gregorio Martínez del Río, hermano del propietario, hizo llegar una carta de queja dirigida al emperador, quien la canalizó a su ministro de guerra, la carta contenía lo siguiente:

"Que al menos se nos conceda una indemnización con que poder compensar en parte nuestra grandes pérdidas. Verdad es que la convivencia pública y la utlidad general autorizan al Gobierno a ocupar la propiedad de los particulares pero la justicia exige que se indemnice a estos los daños y prejuicios que cause, y ya que nuestra finca ha sido expropiada en parte por aquellos motivos se nos debe el resarcimiento conforme a los principios que sirven de base a toda la expropiación".

En la anterior carta, Gregorio expresaba también que estaba dispuesto a un arreglo aun cuando fuera con sacrificio de sus intereses. 
El ministro de Guerra, Peza, le contestó que si bien atendería su petición, solo se le podían pagar $2,295 pesos siendo que el inmueble tenía un valor neto de $32,217 pesos, esto incluía árboles talados, cosechas robadas y todo aquel desperfecto sucedido en ese periodo de tiempo.

Es así, como la familia Martínez del Río, decidió vender la propiedad gracias a una propuesta directa con el emperador, que les ofreció cerca de $25,000 pesos, para agrandar las propiedades del Castillo de Chapultepec. 

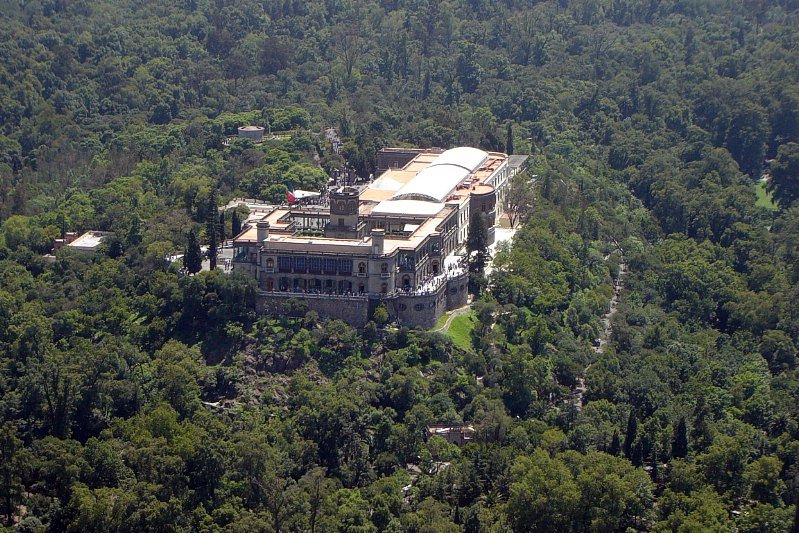
Vista aérea del Castillo de Chapultepec

El emperador Maximiliano I le pagó la mitad a Gregorio, pero finalmente no le liquidó y después murió en 1867.
En septiembre de 1872, Pablo Martínez recuperó la propiedad gracias a una transacción que fue autorizada por el ministro de Hacienda y pagó la cantidad de $3,190 pesos y $5,143 pesos en créditos.
La casa grande fue construida en los últimos años del siglo XIX. Su estilo afrancesado, con techos de dos aguas y los jardines, eran parte de la moda en boga que vestía a la Ciudad de México al doblar el siglo. Sin embargo, seguía siendo una casa de campo, un lugar para retirarse a descansar o pasar el verano en medio de la naturaleza. La mansión de los Martínez del Río contaba con todos los servicios, incluso era de las muy contadas propiedades, fuera de la Ciudad de México que, en 1891, tenía dos números telefónicos: el 1055 y el 1018, adquiridos a través de la Compañía Telefónica Mexicana.

### Venustiano Carranza
El 23 de abril de 1917 fue Venustiano Carranza quien la expropió para usarla como casa de descanso para los funcionarios de Estado, principalmente los de Guerra y Marina. Dos años más tarde volvería a manos de sus propietarios originales.